# Вилькье, Рене де
Рене де Вилькье (фр. René de Villequier; ум. 27 сентября 1590, замок Эври (Бри), барон де Клерво — французский придворный, фаворит Генриха III, рыцарь орденов короля.

## Биография
Второй сын барона Батиста де Вилькье и Анны де Рошешуар де Мортемар.
Барон де Клерво, д’Эстаблё, де Шансо, де Фавроль, д’Эври, д’Обиньи, де Лафе, первый дворянин Палаты короля (1579), капитан телохранителей короля, государственный советник, губернатор и генеральный наместник Парижа и Иль-де-Франса (4.01.1580; зарегистрирован счетной палатой 10.01.1580 ).
В правление Франциска II, будучи ещё сравнительно молодым человеком, был назначен (вместе с Франсуа де Карнавале) воспитателем принца Александра де Валуа. Современники характеризовали его как совершенно безнравственного человека, сумевшего приобрести большое влияние на воспитанника благодаря потаканию его слабостям. Когда принц повзрослел, Вилькье сформировал для него отряд телохранителей во главе с лихим бретером Луи де Беранже, сеньором Дю Га.
Имел репутацию «злого демона» герцога Анжуйского. Савойский посол обвиняет его в том, что Генрих стал пьяницей и предавался «пороку, ненавистному природе», тогда как Брантом снимает с него ответственность за те «позорные игры», которым король предавался смолоду.
Пользовался большим влиянием на юге Турени, севере Пуату и юго-востоке Берри, где находились его земельные владения. С 1 апреля 1569 командовал ордонансовой ротой, сменив сеньора де Линьера. С 1571 года командовал ордонансовой ротой у герцога Анжуйского, навербованной, в основном, из уроженцев Турени, Пуату и Берри, и участвовавшей в осаде Ла-Рошели.
Сопровождал Генриха в Польшу и был вдохновителем и одним из организаторов побега из Варшавы в ночь с 18 на 19 июня 1574 года. При этом Вилькье и Дю Га вскрыли ларец с драгоценностями польской короны и похитили бриллианты, заменив их песком и булыжниками.
Являясь ставленником королевы-матери, Вилькье на обратном пути через Италию информировал Екатерину Медичи об интригах нового королевского фаворита маршала Бельгарда, вступившего в сговор с герцогом Савойским против интересов Франции. Екатерина неоднократно прибегала к его советам, и поручала Вилькье различные дипломатические миссии.

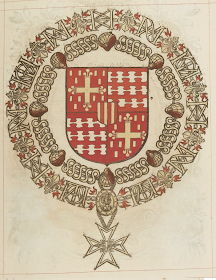
Герб Рене де Вилькье

31 декабря 1578 в Париже стал одним из первых рыцарей нового ордена Святого Духа.
Лишился влияния, как и другие сторонники Екатерины, в 1588 году, в связи с обострением политической борьбы и сосредоточением власти в руках герцога д’Эпернона, после чего, по слухам, перешёл на сторону Католической лиги и герцога де Гиза. Рассказывали, что перед днём баррикад Вилькье пытался с помощью угроз помешать Никола Пулену сообщить королю о готовящемся мятеже.
Умер в 1590 году в своем замке Эври в Бри.

## Семья
1-я жена (контракт 17.01.1558): Франсуаза де Ламарк (ум. 09.1577), дочь Гийома, Бастарда де Ламарка, конюшего Франциска I
Дочь:
- Шарлотта-Катрин де Вилькье. После смерти брата Клода и двоюродного брата Жоржа де Вилькье, последних мужчин в роду, унаследовала все семейные владения[11]. Муж 1): Франсуа д’О, сеньор де Майбуа (ум. 1594), миньон Генриха III; 2) Жак д’Омон, сеньор де Шапп (ум. 1614), сын Жана VI д’Омона, маршала Франции.

2-я жена (контракт 8.07.1586): Луиза де Савоньер (ок. 1563 — 23.12.1625), дочь Жана де Савоньера, сеньора де Ла-Бретеш, и Гийонны де Бово-дю-Риво, бывшая фрейлина Екатерины Медичи. Вторым браком вышла за Мартена дю Белле, принца Ивето
Сын:
- Клод де Вилькье (ок. 1587—1607, Фонтенбло), барон де Клерво, виконт де Ла-Герш. Наследовал своему бездетному двоюродному брату Жоржу де Вилькье. Очень богатый и подававший надежды, умер в девятнадцать лет по возвращении из Италии, и с ним закончился род Вилькье

По отзывам мемуаристов, Рене де Вилькье вел при дворе жизнь сибарита, и первым завел обычай приправлять омлет пудрой из толчёного жемчуга.
Много шума в свое время наделало преступление, совершённое Вилькье в сентябре 1577 года в Пуатье, где он собственноручно из ревности заколол свою жену и её спутницу, которая пыталась защитить эту даму. Недоумение вызвали как мотив преступления (при дворе открыто предавались разврату), так и место его совершения (королевский дом), а более всего то, что Генрих III оставил его совершенно безнаказанным и ни в чём не упрекнул своего фаворита.
Пьер де Л'Этуаль передает слухи и подозрения, связанные с этим событием:

Это убийство было найдено жестоким, так как стало известно, что женщина беременна двумя детьми, и странным, так как совершилось в доме короля; его величество был там, и к тому же при дворе, где разврат публично практиковался дамами, которые считали его добродетелью; но деяние и легкость помилования, которого Вилькье добился без всякого труда, заставили думать, что на то был тайный приказ короля, который ненавидел эту даму за отказ в похожем случае.— Цит. по: Champagnac J.-B.-J. Chronique du crime et de l'innocence, recueil des événements les plus tragiques, empoisonnements, assassinats, massacres, parricides… T. I, p. 379
Брантом рассказывает об этой истории следующее:

Один всем известный дворянин убил жену свою прямо при дворе после того, как целых пятнадцать лет предоставлял ей полную свободу, будучи притом хорошо осведомлен обо всех похождениях, в коих не раз открыто уличал и упрекал ее. Однако ж в одно прекрасное утро взыграл в нем дух (поговаривают, будто не обошлось без наущения высокого его повелителя), и он, явившись в спальню к жене, переспав с нею, посмеявшись и пошутив, внезапно нанес ей четыре или пять ударов кинжалом и приказал слуге своему прикончить несчастную женщину; затем велел уложить ее на носилки и на глазах у всех доставил в дом родителей для похорон. Сам же вернулся в королевский дворец как ни в чем не бывало и даже весело похваляясь сим подвигом. Он был бы не прочь расправиться тем же манером и с жениными любовниками, но тут ему пришлось отступиться; у супруги водилось их столько, что из этих мужчин составлялась целая маленькая армия, и ему жизни бы не хватило всех их перебить.— Брантом. Галантные дамы, с. 26
В Седьмом речении Брантом называет Франсуазу де Ламарк «прекрасной и добропорядочной женщиной (…) одной из самых красивых и любезных», и сообщает, что именно служанка и наперсница, убитая вместе с госпожой, и побуждала её регулярно наставлять мужу рога, пользуясь его частыми служебными отлучками.